# موريس كايت
موريس كايت (بالإنجليزية: Morris Kight)‏ هو ناشط حقوق الإنسان أمريكي، ولد في 19 نوفمبر 1919 في مقاطعة كومانش في الولايات المتحدة، وتوفي في 19 يناير 2003 في لوس أنجلوس في الولايات المتحدة.

## وصلات خارجية
- موريس كايت على موقع IMDb (الإنجليزية)